# Crisanto Esquivel
Crisanto Esquivel Ruiz (Guápiles, Pococí, 1 de enero de 1986) es un exfutbolista costarricense que jugaba de defensa.

## Clubes
| Club               | País       | Año         |
| ------------------ | ---------- | ----------- |
| Santos de Guapiles | Costa Rica | 2003 - 2015 |
| Cariari Pococí     | Costa Rica | 2020        |

- Datos: Q5791029